# 共产主义青年
共产主义青年（土耳其語：Komünist Gençlik，缩写为KG）是土耳其的一个已不存在的青年组织，是共产党的青年翼。该组织成立于2014年。该组织以马克思列宁主义为指导思想。该组织是世界民主青年联盟的成员。该组织也参加联合六月运动的活动。